# Camellia taliensis

## Camelia Taliensis
Esta camelia debe su nombre a Tali, montaña, lago y pequeña ciudad de la provincia de Yunan, al oeste de China.Se cree que fue introducida en Occidente en 1914.

## Descripción
Características de la Flor:
Tamaño: pequeño, unos 5 cm de diámetro.
Color: blanco crema.
Pétalos: irregulares, alrededor de 11, con el margen superior doblado hacia fuera.
Forma: simple, solitarias o en grupos de dos o tres, crece en el extremo de la rama o en la axila de la hoja.
Estambres: tiene gran número de estambres, los filamentos son de color crema y anteras amarillas, colocados en el centro de la flor en forma de globo.
Características de la planta
Tamaño de hojas muy variable, pueden medir más de 11 cm de largo por 4.5 cm de ancho.
Color: verde medio
Forma: lanceolada, ligeramente doblada debido al nervio central
Margen: dentado
Ápice: apuntado
Otros datos:
Floración: desde principios de noviembre hasta mediados o finales de diciembre.
- Datos: Q10936833
- Multimedia: Camellia taliensis / Q10936833
- Especies: Camellia taliensis